# アガメムノンのマスク

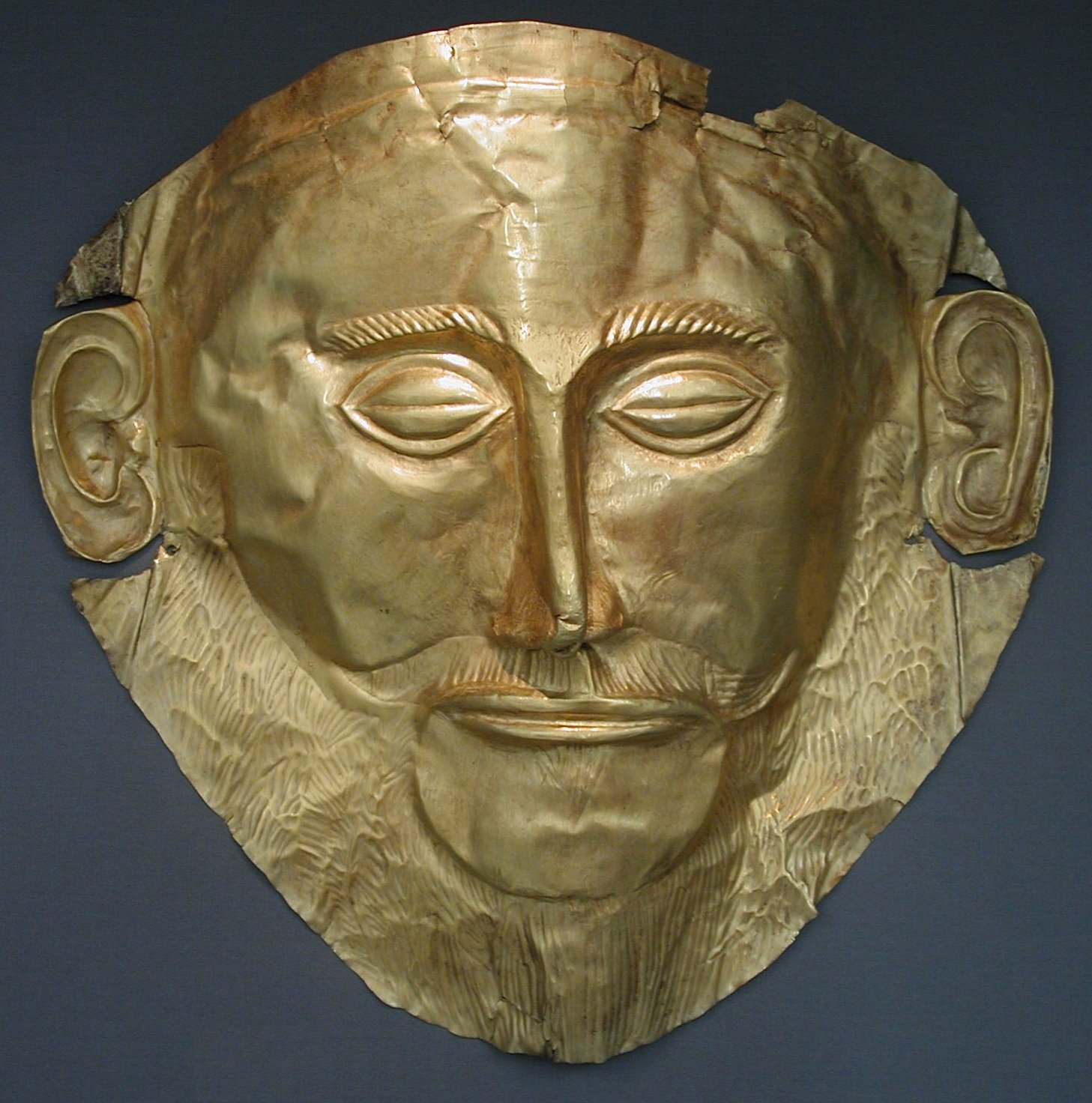
アガメムノンのマスク

アガメムノンのマスクは、ミケーネで1876年にハインリヒ・シュリーマンによって発見された遺物である。この仮面は、金でできた葬儀用の仮面であり、埋葬穴（円形墓群Aの5号墓）にあった死体の顔の上で発見された。シュリーマンは、伝説上のギリシアの指導者アガメムノーンの死体を発見したと信じ、この仮面の名前はここから来ている。しかしながら、現代の考古学的調査は、この仮面が紀元前1550年から1500年のもので、これまで言われてきたアガメムノンの活動期より早いことを示唆している。それにもかかわらず、アガメムノンのマスクという呼称は、依然としてそのまま残っている。この仮面は、現在はアテネの国立考古学博物館に展示されている。

## 概要
この仮面は、ミケーネの竪穴墓の中で発見された5つの仮面のうちの1つであり、3つは4号墓で、2つは5号墓で発見されている。さらに、3号墓では、2人の子供の顔と手が目の部分には穴の開いた黄金の葉で覆われていた。
仮面が発見された墓群は、確実に王族のものである。男性の顔すべてが仮面で覆われているわけではない。彼らが男性で、さらに戦士であることは、彼らの墓の兵器によって示されている。黄金の量と丁寧に仕上げられた遺物は、確かに栄誉と富と高い地位を示している。例えば、指導者を金の葉で覆う習慣は、他の場所でも知られている。

## 信憑性

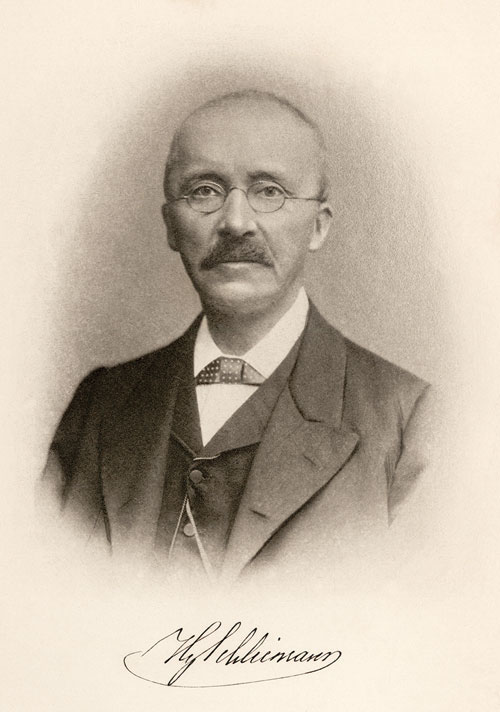
ハインリヒ・シュリーマンの肖像

20世紀の終わりと21世紀初頭に、マスクの信憑性が公式に疑問視された。雑誌『考古学』は、双方の立場を紹介する一連の記事を掲載した（下の外部リンク参照）。
その竪穴墓(en:Shaft Graves)の発掘までに、ギリシア考古学協会は、（トロイでの問題の後）シュリーマンの仕事を監督するために関与していた。協会は、パナジオティス・スタマタキスを発掘のエフォーすなわち監督官として送っており、彼はシュリーマンを注意深く見張っていた。
疑惑の提唱者たちは、どこか他からの遺物で発掘中の遺跡にピリッとした味を添えるというシュリーマンのよく知られた世評に議論の焦点を合わせた。多くの人々が発掘現場におり、資力に富むシュリーマンが、他の仮面の標準的な型に基づいてその仮面を作らせ、発掘の中でそれを置く機会を見つけることは可能だったと、彼らは力説する。
擁護論者たちは、日曜の休日と雨のため、発掘は11月26日から11月27日には休止されていたことを指摘する。スタマタキスが信用できる証人たちと発掘に加わるまで再開は許されなかった。他の3つの仮面は11月28日まで発見されておらず、アガメムノンのマスクは、11月30日に発見された。
第2の攻撃は、様式についてのものだった。アガメムノンのマスクは、平面というよりむしろ3次元的であるという点で、他の3つの仮面とかなり異なっている。髪の毛は彫るというよりも切り抜かれており、耳も切り抜かれている。目は開いた瞼と中央を通る閉じた瞼の線で、開いたものと閉じたものの両方として表現されている。ミケーネ美術のすべての顔の描写の中で、その顔だけが唯一カイゼルひげとともに先のとがった総ひげに覆われている。（平らな仮面と比べ）口の輪郭が明瞭である。眉毛は1つではなく、むしろ2つの弧を描いている。
擁護側は、先の議論で唇の形、三角形のひげ、そしてひげの細部は、4号竪穴墓から出土した黄金製のライオンの頭の形をしたリュトン（角杯）(en:rhyton)のたてがみや頭髪とほとんど同じだと述べた。彼らはシュリーマンの不誠実は大変に誇張されていると主張し、また攻撃者は敵討ちしようとしているとも主張している。
近年の研究成果によれば、マスクは本物であるが、トロイア戦争の期間より300〜400年前のものとされる。一部の学者はそれよりもさらに古く紀元前2500年のものと指摘する。